# Turbicellepora coralliformis
Turbicellepora coralliformis är en mossdjursart som beskrevs av Hayward 1980. Turbicellepora coralliformis ingår i släktet Turbicellepora och familjen Celleporidae. Inga underarter finns listade i Catalogue of Life.